# Curt Siegel (Bildhauer)
Curt Siegel (* 19. Dezember 1881 in Sankt Petersburg; † 27. Januar 1950 in Dresden) war ein deutscher Bildhauer.

## Leben
Curt Siegel wurde in Sankt Petersburg als Kind deutscher Eltern geboren, des Ingenieurs Curt Siegel sowie von Jenny geb. Hueck (1860–1940). Nach seinem Schulabschluss ging Curt Siegel zur Feldartillerie, danach arbeitete er als Volontär in einer Maschinenfabrik. Er studierte zunächst am Städelschen Institut in Frankfurt am Main bei Ernst Rittweger. Von 1902 bis 1904 absolvierte er eine Ausbildung in der Zeichenklasse der Stuttgarter Akademie bei Robert Poetzelberger.
Im Jahr 1904 zog Siegel nach Paris, fand dort aber keine ihm geeignet erscheinende Akademie. An der Brüsseler Akademie lernte er Plastik bei dem Bildhauer Julien Dillens, der nach drei Monaten starb. Im Winter 1907/08 reiste Siegel sechs Monate durch Italien. Nach seiner Rückkehr arbeitete er in Brüssel jahrelang an einer überlebensgroßen Marmorgruppe „Cloe und Daphne“, die später nach Petersburg kam.
Im Jahr 1909 heiratete Siegel die Lehrerin Marguerite Jäger. Mit ihr hatte er zwei Kinder, den 1911 geborenen Sohn Curt Siegel und die 1919 zur Welt gekommene Tochter Rut. Siegel zog 1912 mit seiner Familie nach Loschwitz bei Dresden, wo er sich seinen Lebenstraum erfüllte und nach eigenen Entwürfen ein Atelier- und Wohnhaus baute. In der Folgezeit schuf er vor allem Porträtbüsten verschiedener Dresdner.
Im Ersten Weltkrieg wurde Siegel gleich zu Beginn eingezogen und war als Kanonier, Fahrer, Telefonist und Dolmetscher bis zum Kriegsende dabei. Nach dem Krieg ging es der Familie finanziell schlecht. Erst nach einem Auftrag für einen überlebensgroßen Skifahrer in Gips für ein Sport- und Modehauses in der Dresdner Innenstadt konnte Siegel wieder als Künstler arbeiten. Da Marmorstein kaum zu beschaffen war, arbeitete Siegel in der Folgezeit mit Holz. Er fertigte aus Hartholz zahlreiche Porträtbüsten und Reliefs, arbeitete aber auch weiterhin abwechselnd in Marmor und Gips.
Noch unter dem Eindruck des Ersten Weltkrieges schuf er Kriegerdenkmale zum Beispiel für die Stadt Riesa und das Technikum Mittweida.
Im Zweiten Weltkrieg wurde Siegel als Dolmetscher eingesetzt. Er kehrte mit seelischen und körperlichen Gebrechen aus dem Krieg zurück. Im Jahr 1945 musste er sein Atelier aufgeben, da er wegen eines Hüftleidens nicht mehr im Stehen arbeiten konnte. Er widmete sich in der Folge überwiegend Zeichnungen und Reliefs, die er nach Fotografien anfertigte.
Siegel fand seine letzte Ruhestätte auf dem Loschwitzer Friedhof. Die Grabstelle wurde 1980 aufgelöst.

## Werk
Sein erstes Werk in Loschwitz war die weibliche Sandsteinfigur Flora, die er als Willkommensfigur vor dem Eingang des Hauses aufstellte. Es folgten einige Porträtbüsten verschiedener Dresdner Bürger. Nach dem Ersten Weltkrieg konnte er dank einer Auftragsarbeit, einem überlebensgroßen Skifahrer für die Eingangshalle eines Sport- und Modehauses, wieder in seinem Beruf Fuß fassen. Da Marmor nicht zu bekommen war, verwendete Curt Siegel zu ersten Male Holz als Werkstoff. Da ihm die polierte Oberfläche mit der Maserung und den Glanzlichtern sehr gut gefiel, folgten zahlreiche Reliefköpfe und Porträtbüsten aus diesem Material. Er arbeitete nur nach Modell und hierbei auch nur mit Menschen und Pferden, die er genau studiert hatte; deshalb entstanden einige Plastiken mit Menschen und Tieren in Zusammenarbeit mit dem Tierbildhauer Ernst Wossidlo.
Siegel war 1938 und 1940 auf der Großen Deutschen Kunstausstellung in München vertreten, 1938 mit die Holzstatue „Mädchen mit Vase“ von 1923, die Hitler erwarb, und 1940 mit der Reiter-Statuette „Polospieler“ (Bronze).
Viele Kunstwerke Siegels befinden sich in Privathand und sind für die Öffentlichkeit nicht zugänglich. Nur einige wenige sind im Besitz von Museen, wie beispielsweise die Elfenbeinskulptur „Bogenspannendes Mädchen“ von 1911 in der Dresdner Skulpturensammlung.
- Porträtbüste des Malers Hans-Georg Walther, Gips, 1923.
- Ehrenmal für die im Ersten Weltkrieg gefallenen Studenten und Lehrkräfte des Technikums Mittweida, 1927
- Skulptur auf dem Loschwitzer Grab der Eheleute Siegel, etwa 1940.
- Porträtbüste des Hofnarrs Fröhlich, Mahagoni.

## Schriften
- Curt Siegel und sein Werk. Niemeyer, Halle (Saale) 1924.
- mit Friedrich Meyner: Künstleranatomie. Seemann, Leipzig 1958.